# Kunkle (Ohio)
Kunkle es un lugar designado por el censo ubicado en el condado de Williams en el estado estadounidense de Ohio. En el Censo de 2010 tenía una población de 246 habitantes y una densidad poblacional de 339,22 personas por km².

## Geografía
Kunkle se encuentra ubicado en las coordenadas 41°38′9″N 84°29′39″O / 41.63583, -84.49417. Según la Oficina del Censo de los Estados Unidos, Kunkle tiene una superficie total de 0.73 km², de la cual 0.73 km² corresponden a tierra firme y (0%) 0 km² es agua.

## Demografía
Según el censo de 2010, había 246 personas residiendo en Kunkle. La densidad de población era de 339,22 hab./km². De los 246 habitantes, Kunkle estaba compuesto por el 93.09% blancos, el 0.41% eran afroamericanos, el 0.41% eran amerindios, el 0% eran asiáticos, el 0% eran isleños del Pacífico, el 4.88% eran de otras razas y el 1.22% pertenecían a dos o más razas. Del total de la población el 4.07% eran hispanos o latinos de cualquier raza.